# 배니싱 스프레이

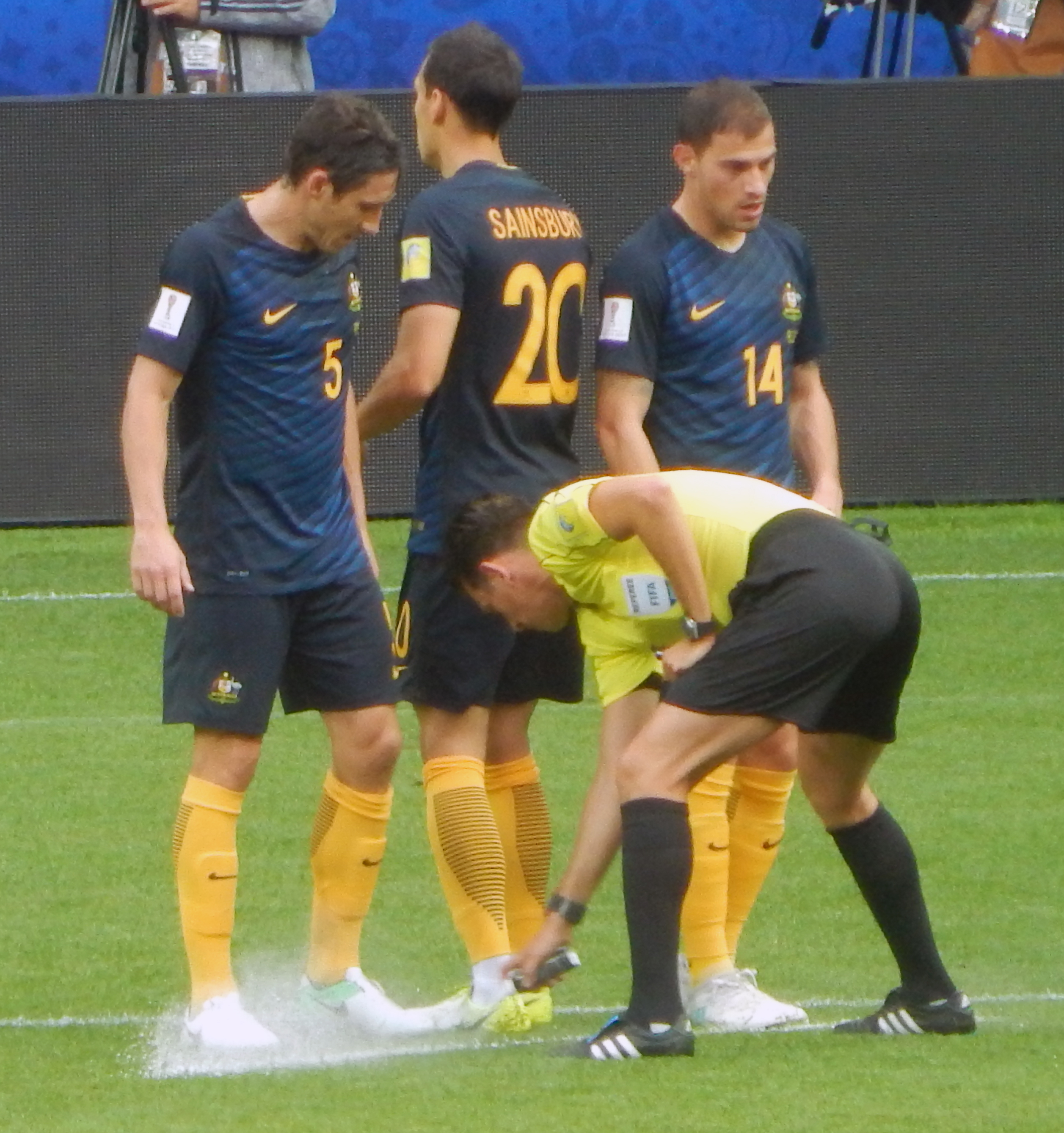
프리킥 전에 사라지는 스프레이를 사용하는 심판

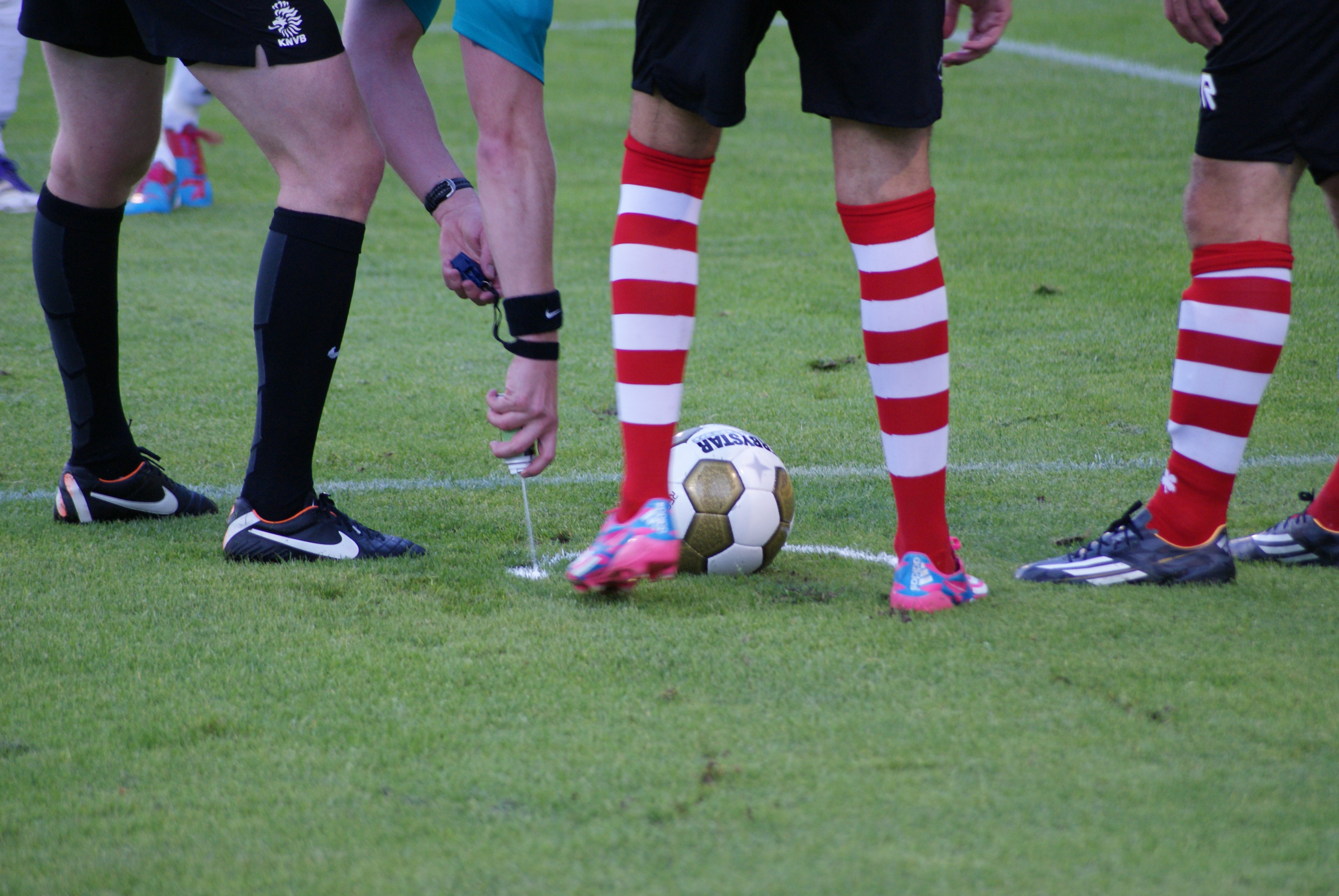
아킬레스 '29 와 스파르타 로테르담의 경기에서 사용된 배니싱 스프레이

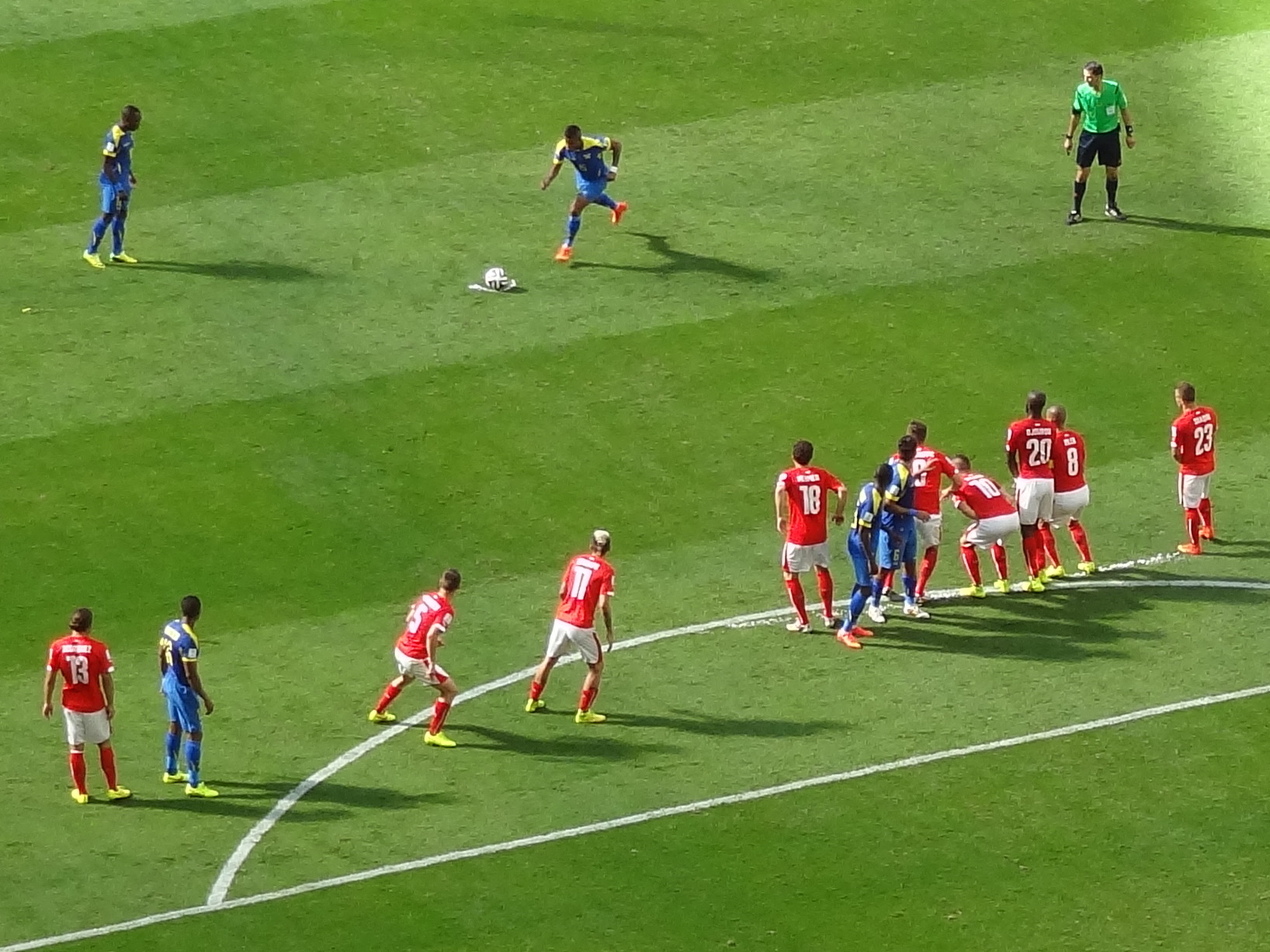
2014 FIFA 월드컵에서 사용 중인 배니싱 스프레이

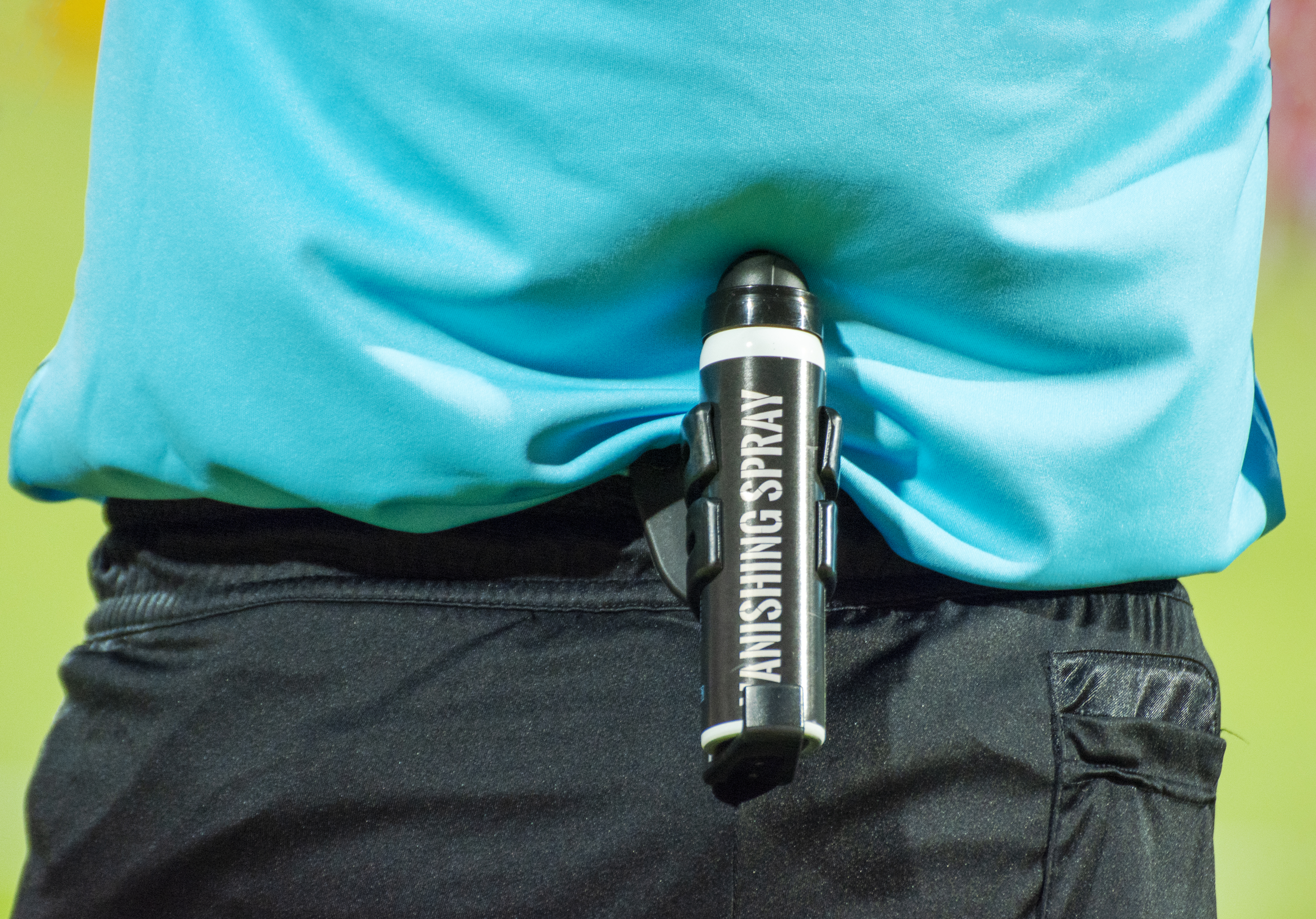
배니싱 스프레이는 보통 심판의 허리에 착용된다.

배니싱 스프레이, 또는배니싱 폼은  일시적인 시각적 표식을 제공하기 위해 축구 경기장에 적용되는 물질이다. 이것은 심판이 직접 프리킥이 진행되는 동안 수비 팀이 공에서 자신의 위치를 지정할 수 있는 최소 거리를 표시하고 킥을 하는 지점을 표시하기 위해 가장 자주 사용된다. 이 스프레이는 처음 적용했을 때 흰색 페인트 또는 희석된 쉐이빙 폼과 유사하게 나타난다. 눈에 보이는 잔여물을 남기지 않고 1분 안에 완전히 사라진다.
주로 최고 수준의 경기에서 사용되는 배니싱 스프레이는 프리킥 시 수비팀이 볼로부터 규정된 10야드(9.15m)보다 더 가깝게 접근하는 것을 방지하고 공격팀이 주심의 킥 지점에서 볼을 규정 외로 이동시키는 것을 방지하여 불필요한 지연을 방지하는 데 도움이 된다. 축구에서의 사용은 게임 규칙에 의해 규제되지 않으며, 승인은 경기, 리그 또는 토너먼트 관리 기관의 관리 하에 있다.